# Chrysolina obsoleta
Chrysolina obsoleta is een keversoort uit de familie bladkevers (Chrysomelidae). De wetenschappelijke naam van de soort werd in 1838 gepubliceerd door Gaspard Auguste Brullé.